# Вершинята (Уржумский район)
Вершинята — деревня в Уржумском районе Кировской области в составе Петровского сельского поселения.

## География
Находится в правобережье Вятки на левом берегу реки Буй на расстоянии примерно 16 километров на север от районного центра города Уржум.

## История
Известна с 1873 года, когда в ней было учтено дворов 61 и жителей 468, в 1905 — 86 и 453, в 1926 — 76 и 314, в 1950 — 68 и 226, в 1989 — 195 жителей.

## Население
Постоянное население составляло 173 человека (русские 76 %) в 2002 году, 130 — в 2010.